# 60. Müncheni Biztonsági Konferencia
A 60. Müncheni Biztonsági Konferencia (angolul: Munich Security Conference, rövidítve: MSC 2024) megtartására 2024. február 16. és február 18. között került sor, helyszíne a Hotel Bayerischer Hof volt, Münchenben.
A konferencia az egyik legfontosabb évente megrendezésre kerülő találkozó, amelyen a világ vezetői, politikusok megvitatják a globális biztonsági helyzetet és tárgyalnak az akut válságokról, konfliktusokról is.
Az MSC 2024 konferencia legfontosabb témái közé tartozott az orosz-ukrán háború, a közel-keleti konfliktus, és az európai védelem megerősítése. A konferencia platformként szolgált a tanácskozáshoz és az együttműködéshez a jelenkori geopolitikai helyzetet meghatározó sürgető kérdések kezelésében.
A konferencia elnöke Christoph Heusgen német diplomata, korábbi nagykövet.
A soron következő, 61. MSC konferencia megtartására 2025. februárjában került sor.

## A konferencia résztvevői
Az összejövetelnek rekordszámú résztvevője volt: több mint 900-an vettek részt rajta, köztük mintegy 50 állam- és kormányfő a világ minden tájáról, több mint 100 miniszter, valamint szakértők, korábbi vezető politikusok, nem kormányzati szervezetek és vezető vállalatok képviselői. Az eseményen a politikai vezetők mellett technológiai vezetők, fegyvergyártók és a hadseregek vezetői is találkoztak az európai védelmi ipar reformjának megvitatása érdekében.

### Jelentősebb államok és szervezetek képviseltében néhány kiemelt résztvevők
António Guterres, az ENSZ főtitkára, Jens Stoltenberg, a NATO  főtitkára, Ursula von der Leyen, az Európai Bizottság elnöke, Josep Borrell, az EU külügyi és biztonságpolitikai főképviselője, Kamala Harris, az Egyesült Államok alelnöke, Antony Blinken, az Egyesült Államok  külügyminisztere,, Alejandro Mayorkas amerikai belbiztonsági miniszter,  J D Vance amerikai szenátor, Olaf Scholz német kancellár, Annalena Baerbock német külügyminiszter, David Cameron, az Egyesült Királyság  külügyminisztere, Radosław Sikorski, lengyel külügyminiszter, Kaja Kallas, Észtország miniszterelnöke, Mark Rutte, Hollandia miniszterelnöke, Volodimir Zelenszkij ukrán elnök, Dmytro Kuleba ukrán külügyminiszter, Wang Yi, Kína külügyminisztee, Jichák Hercog izraeli elnök, Mohammed Schtajjeh, Palesztin miniszterelnöke, II. Abdullah jordán király jordán király, Mohammed bin Abdulrahman Al Thani, Katar külügyminiszere, Subrahmanyam Jaishankar, India külügyminiszere, Mihail Boriszovics Hodorkovszkij  orosz ellenzéki, Julija Navalnaja  (Alekszej Anatoljevics Navalnij özvegye) 
2024-ben Oroszországot és Iránt nem hívták meg Münchenbe, mert a szervezők úgy ítélték meg, hogy „nem érdekeltek az érdemi párbeszédben”. A korábbi MSC-fórumokon az orosz külügyminiszter, Szergej Lavrov éles beszédei sokakat felháborítottak.
A konferencián a két legtöbbet emlegetett személy nem volt jelen. Donald Trump volt amerikai elnök, akinek esetleges visszatérése a Fehér Házba nagyban befolyásolhatja a jövőben a transzatlanti kapcsolatok működését, illetve Putyin orosz elnök.

## A konferencia főbb pontjai és az ahhoz kapcsolódó események

### Az orosz-ukrán háború
Az Oroszország és Ukrajna között kialakult helyzetről a konferencia számos ülésen folyt intenzív vita. A megbeszéléseken hangsúlyozták, hogy a feszültségek enyhítése és a békés megoldás megtalálása érdekében diplomáciai intézkedésekre van szükség, mivel a konfliktus nem mutat semmi jelét annak, hogy véget érne. Az Európa és az Egyesült Államok által Ukrajnának nyújtott támogatás volt az egyik fő vitapont, de a következő lépésekről is szó volt. Emellett az amerikai támogatási csomag jóváhagyásának elmaradása is kellő figyelmet és kommentárt váltott ki. Különösen annak fényében, hogy az amerikai küldöttségen belül széleskörű nézeteltérések voltak ezzel kapcsolatban.
Julija Navalnaja a konferenciára beszédének megtartása végett utazott. Münchenben tudta meg a hírt, hogy férje, Alekszej Navalnij meghalt egy orosz börtönben. Alekszej Anatoljevics Navalnij halálának megdöbbentő híre, alig néhány órával a konferencia pénteki kezdete előtt érkezett, amely ismét rámutatott a világ veszélyes kiszámíthatatlanságára. Felmerült az is, hogy elutazik, de végül Navalnaja mégis felszólalt, mondván: „Arra gondoltam, mit tett volna Alekszej. Ha ez az igazság, szeretném, ha Putyin tudná, hogy hamarosan bíróság elé kerül”. Julija Navalnaja elítélte az orosz elnököt, és sürgette az összegyűlt elnököket, miniszterelnököket, védelmi vezetőket és vezető diplomatákat, hogy állítsák bíróság elé.
Zelenszkij ukrán elnök felszólalt, aki kifejtette, hogy „Az ukránok már 724 napja tartják magukat. Elhitték volna 723 nappal ezelőtt, hogy ez egyáltalán lehetséges?” A 2024-es amerikai elnökválasztás lehetséges kimenetelére vonatkozó kérdésre Zelenszkij meghívta Donald Trumpot, hogy jöjjön el, és a saját szemével lássa az Oroszország elleni háborút. „Ha Trump úr eljön, akkor kész vagyok akár a frontvonalba is elmenni vele” - tette hozzá.
„A döntéshozóknak tudniuk kell, milyen a háború a valóságban, nem csak az Instagramon" - mondta Zelenszkij. Az ukrán elnök arra figyelmeztetett, hogy minél tovább tart a háború, annál nagyobb a veszélye annak, hogy továbbterjed, és tovább rombolja a nemzetközi rendet. Zelenszkij közölte, hogy ha Ukrajnát magára hagyják, "Oroszország elpusztít minket." Szerinte Oroszországnak egyetlen döntő előnye van az Ukrajna elleni agressziós háborúban: a sok katona, akiket kíméletlenül feláldoznak a fronton. Az orosz állam számára az emberi életnek nincs értéke, egyúttal példaként hozta fel Alekszej Navalnij halálát, amellyel kapcsolatba úgy nyilatkozott, hogy Putyin egyértelmű üzenetet küldött a biztonsági konferenciának azzal, hogy meggyilkolt egy orosz ellenzéki aktivistát.
Volodimir Zelenszkij ukrán elnök többször hangsúlyozta az Ukrajnának nyújtott jelentős nyugati katonai és pénzügyi támogatás folytatásának szükségességét. Az ukrán elnök az Egyesült Államokhoz is szólt, ahol a szenátus egy 60 milliárd dolláros csomagot tartott vissza, mert a republikánus törvényhozók egyre inkább megosztottak voltak abban, hogy nyújtsanak-e még további  támogatásokat. A Münchenben tartózkodó amerikai küldöttek, köztük Kamala Harris alelnök, igyekeztek hangsúlyozni, hogy ő és Joe Biden elnök nem hagyják cserben Ukrajnát, sem pedig Amerika vezető szerepét a globális ügyekben. Az amerikai választásokig azonban mindössze kilenc hónap volt hátra, így Trump a polarizált politikai középpontjába került, előrevetítette azt a félelmet, hogy – újraválasztása esetén -az Egyesült Államokat kivonhatja a NATO katonai szövetségből és más nemzetközi kötelezettségekből.
Jens Stoltenberg NATO-főtitkár többek között hangsúlyozta, hogy a NATO-t nem fenyegeti közvetlen veszély, azonban a szövetség a békét sem tekintette természetesnek. A főtitkár szerint a világ veszélyesebbé vált, egyúttal üdvözölte az európai NATO szövetségesek és Kanada Ukrajnának szánt támogatásának növelését, valamint figyelmeztetett arra, hogy létfontosságú és sürgős, hogy az USA döntsön az Ukrajnának szánt támogatásokról. Josep Borrell, az EU külügyi és biztonságpolitikai főképviselője kiemelte, hogy az EU évtizedeken keresztül az USA védelmi ernyője alatt helyezkedett el, azonban a jövőben elképzelhető, hogy ez az ernyő nem lesz mindig nyitva, így az EU-nak saját védelme terén önállóbbá kell válnia. Ezt Ursula von der Leyen, az Európai Bizottság elnöke is megerősítette, ezért Európának több pénzt kell beruháznia védelme megerősítésébe.
António Guterres, az ENSZ-főtitkára kitért arra, hogy bizonyos szempontból a hidegháború időszaka sem volt annyira veszélyes, mint a 2024. év körüli időszak.
J. D. Vance ohiói republikánus szenátor (2025-től külügyminisszter) elmondta, hogy „Nyilvánvaló, hogy szeretjük NATO-szövetségeseinket, és úgy gondolom, hogy értékeljük a NATO-szövetséget, és ez a politikai spektrumon keresztül igaz”. Trump korábban közölte, hogy nem fogja megvédeni azokat a NATO-tagállamokat, amelyek nem költenek eleget a védelemre
Vance szerint Trump és a konzervatív republikánusok azt szeretnék, ha Európa „egy kicsit önellátóbb lenne”, amikor a védelemről van szó. Az Ukrajnának szánt 60 milliárd dolláros (55,6 milliárd eurós) segélycsomag továbbra is elakadt az amerikai republikánus többségű képviselőházban, Vance azt mondta, hogy a támogatás „alapvetően nem változtatná meg a háborús helyzet valóságát”. Úgy érvelt, hogy a fő probléma Ukrajnában az, hogy „nincs egyértelmű végpont”, miközben hozzátette, hogy az USA nem gyárt elegendő fegyvert és lőszert az európai, közel-keleti és „potenciálisan kelet-ázsiai kontingensen belüli” háborús erőfeszítések támogatásához. „Tudunk-e olyan mennyiségű fegyvert küldeni, mint amennyit az elmúlt 18 hónapban küldtünk?”. kérdezte Vance az Ukrajnának nyújtott amerikai támogatással kapcsolatban. „Egyszerűen nem tudunk. Nem számít, hogy az amerikai kongresszus hány csekket ír ki, ott korlátozottak vagyunk”. Vance kifejtette, hogy szerinte „amit észszerű lenne elérni, az valamilyen tárgyalásos béke”.
Az MSC jelenlévői bírálták Vance álláspontját, mondván, hogy a jelenlegi béketárgyalások ahhoz vezethetnek, hogy Oroszország megszilárdítja az Ukrajna feletti előnyeit, amióta 2022 februárjában elkezdődött a háború. Ricarda Lang német politikus, a környezetvédő Zöldek társelnöke visszautasította Vance álláspontját, mondván, hogy Putyin „jelenleg nem érdekelt a békében”. Ha Putyin győzedelmeskedik, mondta Lang, „ő, de más erők, például Kína is, meg fogják tanulni, hogy lehet egyszerűen megváltoztatni a határokat, és hogy a NATO nem fogja ezt velünk szemben tartani”. Szerinte ennek nemcsak az EU-ra, hanem az USA-ra is negatív következményei lennének. Olaf Scholz német kancellár kijelentette, hogy Európának meg kell erősítenie önvédelmi képességét, hogy elrettentse a potenciális támadókat, függetlenül attól, hogy ki nyeri a közelgő amerikai választásokat, vagy hogy hogyan alakul az ukrajnai háború.
A kínai külügyi vezető a nemzetközi együttműködés mellett érvelt, azonban egyértelművé tette: Tajvan Kína elidegeníthetetlen része..

### A gázai-izraeli konfliktus
A tanácskozáson a Gázai övezet és Izrael között régóta tartó ellenségeskedés is szóba került, hangsúlyt fektetve a 2023. október 7-i Hamász-csapást követő harcok humanitárius hatásaira. Az értekezés hangsúlyt fektetett az érintett lakosság segélyszállításának nehézségeire, és megvizsgálta a humanitárius együttműködés előmozdításának stratégiáit. A résztvevők megvitatták, hogyan lehetne a gázai-izraeli konfliktust tisztességes és tartós módon rendezni.
Az izraeli–gázai konfliktus tekintetében eltérő vélemények uralkodtak. A palesztin miniszterelnök, Mohammad Shtayyeh komoly tűzszünetről és jelentős mennyiségű gázai segélyről beszélt, míg Tzipi Livni volt izraeli külügyminiszter hangsúlyozta, hogy a missziót folytatni kell, és a Hamászt el kell pusztítani.
Mohammed Shtayyeh felszólalt, hogy: Ne kényszerítsék a gázaiakat Egyiptomba! Izraelnek nem szabad megkísérelnie, hogy a gázai palesztinokat a határon át Egyiptomba kényszerítse - mondta Mohammed Shtayyeh, a Palesztin Hatóság (PA) miniszterelnöke. „Tudom, és mi is tudjuk, hogy ez egy izraeli program arra, hogy az embereket kiszorítsák a Gázai övezetből. Mi és az egyiptomiak keményen dolgozunk azon, hogy ez ne történhessen meg” – mondta. Becslések szerint a Gázai övezet déli részén 1,5 millió palesztin húzta meg magát. A humanitárius szervezetek arról beszéltek, hogy komoly aggodalmakkal tölti el őket, ha az offenzíva folytatódik. Shtayyeh elmondta, hogy a Palesztin Hatóság nem tartja a kapcsolatot a Hamásszal.

### A nemzetközi szervezetek szerepe
A küldöttek kiemelték a nemzetközi szervezetek döntő szerepét mind az ukrán-orosz válság, mind a gázai-izraeli feszültségek kezelésében. Az ENSZ-t, az Európai Uniót és más érintett szerveket, de az egyes tagállamokat is felszólították, hogy vállaljanak aktív szerepet a diplomáciai párbeszédek elősegítésében, a nemzetközi jog betartásának biztosításában és a konfliktusok békés rendezésének előmozdításában. A megbeszéléseken hangsúlyozták az együttműködésen alapuló biztonsági intézkedések jelentőségét a szóban forgó konfliktusok kezelése érdekében. A résztvevők hangsúlyozták a bizalomépítés, a párbeszéd előmozdítása és a konfliktusmegelőzési mechanizmusok létrehozásának fontosságát a stabilabb és biztonságosabb globális környezet megteremtése érdekében.

### Korrupció, kiberbiztonság, éghajlatváltozás
A müncheni biztonsági konferencia a korrupciót is „reflektorfénybe” helyezte, más, nem hagyományos biztonsági témákkal együtt, mint például a szexuális erőszak, az éghajlatváltozás finanszírozása és az ásványi nyersanyag-ellátási láncok. A korrupció a nemzeti, regionális és globális biztonságot és békét fenyegető veszély. Kifejtették, hogy a korrupciót sokáig „puha kormányzási” kérdésnek tekintették, de most „Fel kell ismernünk, hogy a korrupció globális fenyegetéssé vált” vélte Gretta Fenner, a Basel Institute on Governance ügyvezető igazgatója.
Előtérbe került azon eset, amikor a hatalom néhány elit kezében összpontosul, akik visszaélnek az állami intézményekkel, hogy saját szűkös céljaikat szolgálják. Guatemalában például a korrupció a konferencia előtti 20 évben az állam minden ágát áthatotta, aminek komoly következményei vannak a békére és a stabilitásra, messze az ország határain túl is, egyúttal megerősíti a nemzetközi szervezett bűnözést. Ukrajna tapasztalatai azt mutatják, hogy a korrupció elleni küzdelmet központi és az egész államra kiterjedő biztonsági kérdéssé kell emelni. Hanna Hopko ukrán korrupcióellenes aktivista kifejtette, hogy bár a 2014-es Majdan-forradalom óta Ukrajna jelentős előrelépést tett a korrupció elleni küzdelemben, Ukrajna Oroszország általi illegális megszállása az ország prioritásainak élére emelte a korrupciót.
Gretta Fenner zárszavaiban utalt a 2024. évi konferenciajelentés témájára, a „Lose-Lose”, vagyis „Vesztes-vesztes” mottóra. Kifejtette, hogy „Ha nem értjük meg, nem ismerjük el, és nem cselekszünk ennek megfelelően a korrupció kritikus szerepével kapcsolatban, amely aláássa a stabilitást, a globális kormányzást és a nemzetközi jogot, akkor minden fél számára vesztes helyzet áll elő, vagyis „vesztes-vesztes helyzetbe kerülünk”.
A konferencián szó esett a kiberbiztonsági kihívásokról is, többek között a hibrid hadviselési taktikák térnyeréséről. A találkozón hangsúlyozták, hogy sürgősen szükség van nemzetközi normák és megállapodások kidolgozására az államok kibertérben tanúsított magatartásának szabályozására, különös tekintettel a kibertámadások megelőzésére és a kritikus infrastruktúrák védelmére.
Az ülésen megvitatták az éghajlatváltozás biztonsági következményeit is, beleértve az erőforráskonfliktusok, a lakóhelyváltoztatás és a fokozott geopolitikai feszültségek veszélyeit. Az éghajlatváltozáshoz való alkalmazkodást és az éghajlatváltozás mérséklését célzó stratégiákat fontos kérdésnek tekintették.

### Egyéb megvitatott témák
A konferencia egy másik sarkalati pontja az új a globális világrendről szólt. A gondolat lényege, hogy a világ országai között nem lehetnek győztesek vagy vesztesek. Ehelyett minden államnak képesnek kell lennie arra, hogy a nemzetközi együttműködés előnyeit élvezze. Ezért hívták meg a konferenciára az úgynevezett Globális Dél azon országainak képviselőit, amelyek nem nyugati iparosodott országok. Megvitatták, hogy a globális dél számos országa hogyan fordult el a Nyugattól. A klímaváltozás és a környezetpusztítás következtében kialakuló migráció szintén globális fenyegetést jelent. Ezek a világ népességének legégetőbb problémái közé tartoznak, és a globális dél országait még jobban sújtják. Ambika Vishwanath, aki az indiai Mumbaiban működő Kubernein Initiative geopolitikai tanácsadó cég elnöke elmondta, hogy a biztonság már nem ugyanazt jelenti, mint korábban. „Ez már nem csak a védelemről és a katonaságról szól. Hanem a vízről, az élelemről, az emberi egészségről is, és mindezek összekapcsolódnak”.
Josep Borrell, az EU külügyi és biztonságpolitikai főképviselője elmondta, hogy „Olyan világban élünk, ahol egyre több a konfrontáció és egyre kevesebb az együttműködés” A konferencia zárásakor azt mondta, hogy „A világ sokkal veszélyesebb hely lett”.

## A müncheni biztonsági jelentés
A 2024-es müncheni biztonsági jelentés azt a vesztes-vesztes dinamikát vizsgálta, amelyet az idéz elő, ha egyre több kormány a relatív előnyöket helyezi előtérbe ahelyett, hogy pozitív együttműködést folytatna, és olyan nemzetközi rendbe fektetne be, amely nyilvánvaló hibái ellenére is hozzájárulhat ahhoz, hogy a közmondásos „torta” mindenki javára előnyökkel járjon.
A jelentés arra figyelmeztetett, hogy a fenti „vesztes-vesztes” dinamikát eredményezhet a kormányok között, „egy olyan lefelé tartó spirált, amely veszélyezteti az együttműködést és aláássa a fennálló nemzetközi rendet”. A Müncheni Biztonsági Konferencia előtt hétfőn (február 12-én) közzétették a Müncheni Biztonsági Jelentés 2024 című jelentést, amelyből kiderül, hogy a G7-országok számára az országuk elleni kibertámadások a második legfontosabb kockázatnak számítanak a szélsőséges időjárás és az erdőtüzek után.